# Sarcinodes
Sarcinodes is een geslacht van vlinders van de familie spanners (Geometridae), uit de onderfamilie Oenochrominae.

## Soorten
- S. aequilinearia Walker, 1860
- S. carnearia Guenée, 1857
- S. debitaria Walker, 1863
- S. derufata Prout, 1921
- S. holzi Pagenstecher, 1884
- S. lilacina Moore, 1888
- S. luzonensis Wileman & South, 1917
- S. prouti Inoue, 1992
- S. reductatus Inoue, 1992
- S. repurgatus Inoue, 1992
- S. restitutaria Walker, 1862
- S. susana Swinhoe, 1891
- S. vultuaria Guenée, 1857
- S. yazakii Inoue, 1992
- S. yeni Sommerer, 1996